# Ken West
Ken West (nacido en Kirkland (Washington), el 4 de julio de 2000) es un jugador de baloncesto estadounidense que mide 2,03 metros y juega en la posición de ala-pívot. 

## Trayectoria
West es un escolta formado en el Bellevue Christian School, antes de ingresar en la Universidad Azusa Pacific, donde jugaría durante cinco temporadas la División II de la NCAA con los Azusa Pacific Cougars, desde 2019 a 2024.
El 17 de julio de 2024, firma por el Oviedo Club Baloncesto de la Liga LEB Oro.
El 11 de noviembre de 2024, llega a un acuerdo para desvincularse del conjunto ovetense.